# Бака (народ)

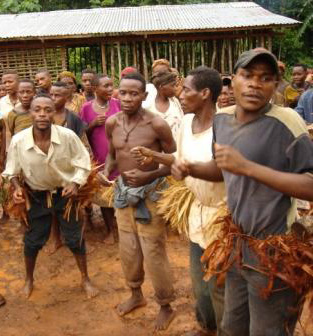
Танцы племени бака. Камерун. 2006 год

Бака — этническая группа пигмеев, населяющая дождевые леса на юго-востоке Камеруна, на севере Республики Конго, в северном Габоне и на юго-западе Центрально-Африканской республики.

## Численность
Точную численность народа бака определить сложно, приблизительная численность оценивается от 30 до 40 тысяч человек.

## Язык
В отличие от многих других центрально-африканских народов, бака имеют общий язык, называемый также бака. Их язык отличается от окружающих бака народов банту и принадлежит к другой языковой семье. Многие бака говорят на языках банту, таких как Koozime, Bakoum, Bangandou и другие. Немногие бака говорят на французском.

## Образ жизни

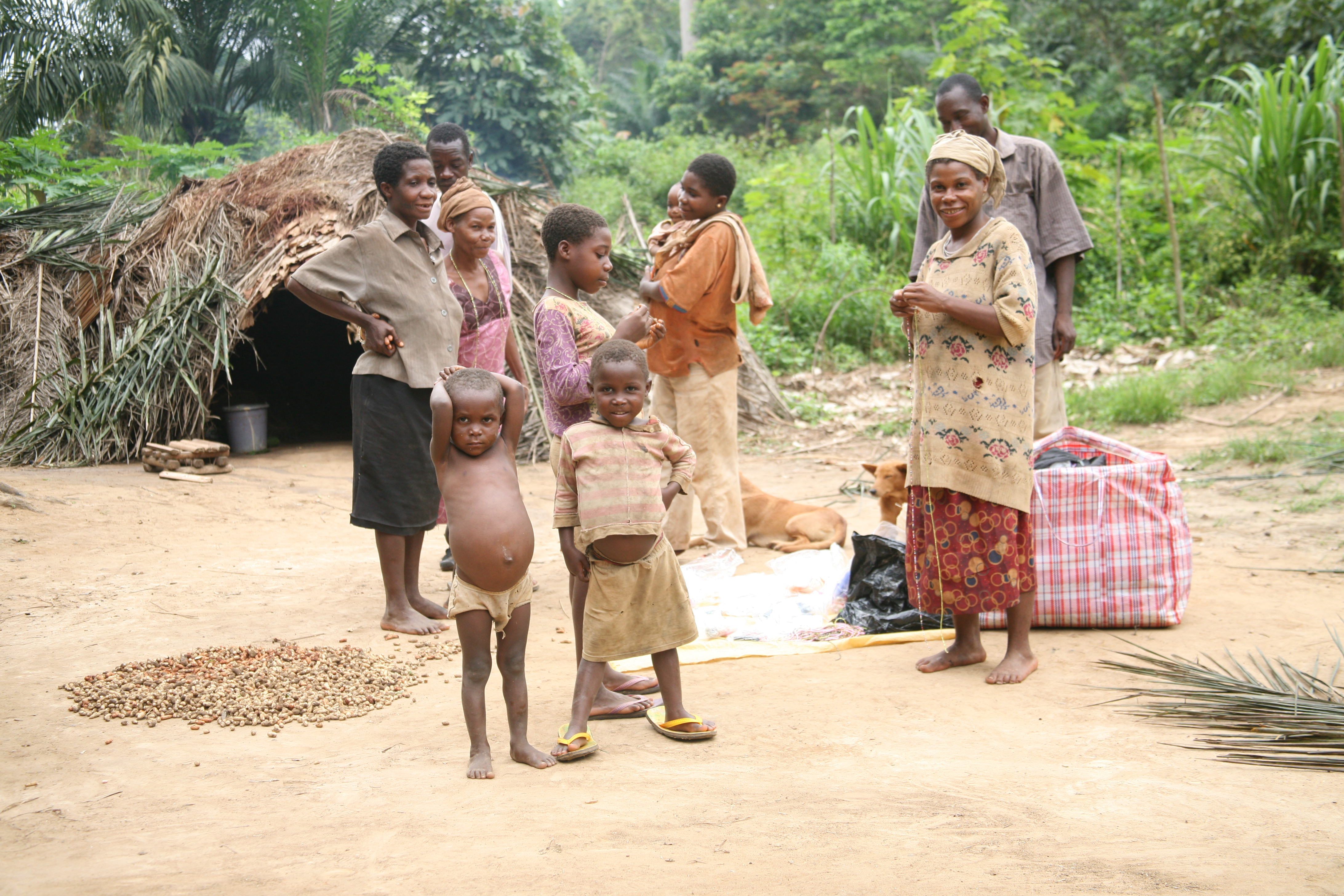
Деревня бака.

Бака — охотники и собиратели. Их группы кочуют с места на место, основывая временные лагеря. Хижины бака строятся из веток деревьев и покрываются крупными листьями. Мужчины охотятся и устраивают ловушки в окружающих лагерь лесах, используя отравленные стрелы и копья. Иногда добывают мёд из лесных ульев. Бака ловят рыбу, используя химикаты, получаемые из сока растений. Они разливают эти химикаты по поверхности воды, лишая рыбу кислорода, после чего рыба всплывает на поверхность, где её собирают. Женщины собирают дикие орехи и фрукты, иногда занимаются пчеловодством и ловят рыбу с помощью запруд.
Группа остается в лагере до тех пор, пока не истощатся возможности для охоты и собирательства в его окрестностях, после чего переходит на новое место. Все решения принимаются на общем собрании членов группы.
Некоторые группы бака (особенно в Камеруне) охотно принимают туристов, получая от них подарки и деньги.

## Религия
Бака придерживаются анимистических верований. Они поклоняются духу лесов, известному как Дженги или Эженги, которого они считают своим прародителем и защитником. После каждой удачной охоты бака исполняют благодарственный танец, называемый Лума, который сопровождается боем барабанов и многоголосым пением. Одна из самых важных традиционных церемоний носит название Дженги. Она представляет собой тайный обряд инициации, символизирующей переход мальчиков к взрослой жизни, и была подробно изучена антропологом Мауро Кампаноли, который принимал в ней участие.

## Медицина
Бака очень искусны в использовании разнообразных растений, из которых они получают различные химикаты, применяемые для лечения болезней и бесплодия. Традиционная медицина бака широко известна среди соседних племён, которые часто обращаются за помощью к целителям бака.

## Генетика и антропология
Для выявления мутаций, объясняющих миниатюрность пигмеев, учёные сопоставили геномы пигмеев из народа батва и их соседей-земледельцев бакига, также  для пигмеев бака и их соседей-земледельцев нзебе и нзими. Выяснилось, что однонуклеотидные полиморфизмы, отвечающие за низкий рост у пигмеев батва и бака отличаются, а значит карликовость у африканских народов является результатом конвергентной эволюции.
У живущих восточнее бака народов эфе и суа, изначально рождаются маленькие дети — ограничитель роста включается во время внутриутробного развития. У бака дети рождаются нормальными, но в первые два года жизни дети бака растут заметно медленнее европейцев.